# Hirschhausen (Schweitenkirchen)
Hirschhausen ist ein Gemeindeteil von Schweitenkirchen im oberbayerischen Landkreis Pfaffenhofen an der Ilm. Das Kirchdorf liegt circa eineinhalb Kilometer nordöstlich von Schweitenkirchen.

## Geschichte
Im Jahr 1142 ist Heinrich von „Hirzeshausen“ belegt.
Hirschhausen wurde am 1. Juli 1971 als Ortsteil der zuvor selbständigen Gemeinde Dürnzhausen im Rahmen der Gemeindegebietsreform nach Schweitenkirchen eingegliedert.

## Baudenkmäler
Siehe auch: Liste der Baudenkmäler in Hirschhausen
- Katholische Filialkirche St. Markus

## Bodendenkmäler
Siehe: Liste der Bodendenkmäler in Schweitenkirchen